# Schmitten (Grisones)
Schmitten (en romanche Ferrera) es una comuna suiza del cantón de los Grisones, situada en la región de Albula. Limita al norte con la comuna de Arosa, al este con Davos, al sur con Filisur, y al occidente con Alvaneu.